# 长顺镇
长顺镇，是中华人民共和国内蒙古自治区乌兰察布市化德县下辖的一个乡镇级行政单位。

## 行政区划
长顺镇下辖以下地区：
繁荣街社区、太平街社区、人民街社区、高炉街社区、先锋街社区、永胜街社区、益民社区、惠民社区、繁荣村、星光村、永胜村、新富村、二登图村、德善村、向阳村、三道沟村、德义村、刀拉胡洞村、德胜村、和平村、昔尼乌素村、三胜村、录义村和化德东泽工业园区。